# Menji
Menji est une localité du Cameroun qui est le chef-lieu à la fois du département du Lebialem et de l'arrondissement de Fontem, dans la région du Sud-Ouest.

## Organisation
Outre Menji, la commune comprend les 3 Fondoms (Kingdoms) suivants  : 
- Essoh Attah
- Fotabong III (Njoagwi)
- Lebang